# Дисфагія
Дисфагія (від поєднання грец. δυσ — «погане або невпорядковане» та грец. φαγειν — «їсти, ковтати») — розлад акту ковтання, а також транспортування твердої і / або рідкої їжі від ротової порожнини до шлунку. Проявляється проблемами ковтання (англ. difficulty in swallowing): ускладненням або його неможливістю, болем у момент ковтання, потраплянням їжі або рідини в ніс, гортань, трахею. Дисфагія може бути механічною (периферично-органічною) та руховою (нейрогенною). Дисфагія є симптомом, може бути однією з ознак раку стравоходу.

## Ознаки
Ознаки нейрогенної дисфагії:
- обмежений або відсутній рух органів ковтання та мовлення;
- пошкоджена рефлекторна функція ковтання;
- змінений м'язовий тонус без атрофії (наприклад спастика);
- порушення дрібної моторики;
- гіперкінезії (наприклад тремор);
- порушення часової координації ковтання.

Симптоми периферично-органічної дисфагії:
- відсутність вольових та рефлекторних рухів;
- знижений м'язовий тонус;
- атрофія м'язів;
- глибокий рівчачок на язиці.

Ступінь тяжкості залежить від видаленого органу чи його частини. 
Шкала для оцінки ступеня дисфагії в пацієнта: 
- 0 — дисфагії немає (нормальна дієта без обмежень)
- 1 — можливість ковтати рідку їжу та рідину
- 2 — можливість ковтати тільки рідину
- 3 — труднощі з ковтанням рідини або слини
- 4 — повна дисфагія

## Фізіологія акту ковтання
Ковтання — це складний фізіологічний процес для транспорту слини та їжі від ротової порожнини до шлунку. Розрізняють мимовільну та рефлекторну фази.
- Мимовільна: жування та транспорт їжі до задньої частини ротової порожнини.
- Рефлекторна: транспорт їжі від ротоглотки до шлунку.

В процесі ковтання залучені п'ять черепних нервів: N. trigeminus (V), N. facialis (VII), N. glossopharyngeus (IX), N. vagus (X), N. hypoglossus (XII).

### Фази акту ковтання
Преоральна фаза
Описана тільки деякими авторами. До неї можна зарахувати накриття столу, приготування їжі, естетичне оформлення страв, відчуття запаху та кольору та різноманітні ритуали, що збуджують апетит та виділення слини.
Оральна підготовча фаза
До неї входять формування їжі на язиці (утворення болюсу від грец. βώλος - ком, кусень). Губи при цьому закриті, щоки набувають тонусу, щелепи та бокові частини язика роблять мимовільні рухи. М'яке піднебіння змінює свою позицію так, щоб їжа не потрапила до ротоглотки.
Оральна фаза
Тут болюс їжі збирається між язиком та піднебінням. М'яке піднебіння та задня частина язика відділяють ротову порожнину від власне глотки, голосова щілина відкрита.
Фарингіальна фаза
Під'язикова кістка просувається вперед і, так само як і гортань, піднімається. М'язи гортані починають робити рефлекторні перистальтичні рухи вниз, надгортанник опускається назад, голосова щілина закривається. Болюс входить до нижньої частини глотки і просувається далі до верхнього сфінктеру стравоходу, голосова щілина повністю закрита. Потім болюс просувається у стравохід, надгортанник ще піднятий.
Езофагеальна фаза
Це рефлекторний процес у вигляді перистальтичних хвиль. Нижній сфінктер стравоходу відкривається і болус потрапляє до шлунку. Голосова щілина відкривається. Гортань повертається у вихідне становище.
На цю фазу логопедична терапія не має впливу.

### Акт ковтання у дітей
Акт ковтання у дітей проходить за іншою моделлю, ніж у дорослих. Це відбувається через анатомічні особливості дитячого організму: глотка набагато коротша, гортань і язикова кістка знаходяться відносно вище, ротова порожнина за об'ємом менша, нижня щелепа знаходиться далі позаду відносно верхньої. Механізми ковтання в немовлят ще не остаточно сформовані. Язик не здійснює латеральних рухів, а лише центральні рухи назад і вперед.
Формування функції ковтання в перші роки життя залежить від анатомічних особливостей та розвитку орофаціальних структур: нижньої щелепи, зубів, язика, піднебіння, надгортанника і нижньої частини глотки. Оральна моторика починає працювати вже в утробі матері: ковтання починається на 10-му тижні розвитку, смоктання — на 18-ми тижні. У новонароджених спостерігають ритмічні смоктання та ковтання, у проміжку між цими рухами вони дихають. Цей глобальний рефлекс спостерігають приблизно до 6-го тижня життя. З приблизно 7-го тижня життя переважають рухи язика вперед і назад. Рефлекторні рухи переходять у реакції, що можна ізолювати. Разом з цими рухами з 3-го місяця життя спостерігають також маргінальний, негармонійний лепет. Приблизно з 5-го місяця життя дитина може піднімати і опускати язик. З цього віку дитині можна давати пюре і кашу на ложці. Часто дитина засмоктує їжу закритими губами з ложки тому, що керується вивченими механізмами смоктання. З 6-го місяця життя дитина може міцно кусати, щелепи тиснуть при цьому міцно одна на одну. В цьому віці також починається канонічний лепет. З 7-го місяця дитина починає жувати. Жування розвивається до 12-го місяця. У віці 3 — 6-ти років механізми ковтання та жування остаточно сформовані.
У немовлят оральна підготовча фаза відсутня. Немовля не кусає і не жує. Під час оральної фази глотка відкрита, немовля дихає через ніс. Через те, що гортань у немовлят високо розташована, а язикова кістка зміщена назад, немовля може дихати через ніс під час оральної фази. Болюс (молоко) потрапляє в нижню частину глотки завдяки рухам язика назад. Під час цього нижня щелепа і язик просуваються вперед так, що наступний болюс не може потрапити в ротову порожнину.
Наступна таблиця дає огляд про основні фази розвитку навичок дитини щодо їжі.
Таблиця 1. Розвиток навичок харчування у дітей.
| Вік у місяцях | Навички                                                               |
| 0,5           | Дитина підносить руку до рота.                                        |
| 2 — 4         | Тримає руку на пляшечці, з якої її годують.                           |
| 4             | Звикання до ложки.                                                    |
| 4 — 6         | Починає пити з чашки.                                                 |
| 5 — 6         | Тримає обома руками пляшечку.                                         |
| 5 — 7         | Може їсти кашу, пюре та м'яку їжу з ложки.                            |
| 6             | Бере до рота сухарики.                                                |
| 6             | Охоплює ложку губами.                                                 |
| 6             | Починає плямкати, що свідчить про розвиток вертикального руху щелепи. |
| 7             | Починає жувати — кругові рухи щелепою.                                |
| 6 — 8         | Може пити рідину з чашки.                                             |
| 9             | Сама бере ложку.                                                      |
| 9 — 10        | Може пити з чашки, яку тримає інша особа.                             |
| 10 — 11       | Може тримати їжу між великим та вказівним пальцями.                   |
| 12            | Може сама їсти і тримати ложку цілою рукою.                           |
| 12            | Тримає чашку обома руками, може зробити 4 — 5 ковтків один за одним.  |
| 12            | Самостійно тримає і підносить пляшку до рота.                         |
| 15 — 24       | Покращення координації рухів при самостійному харчуванні.             |

### Пресбифагія
Фізіологічні зміни акту ковтання у похилому віці.
Результати рентген-діагностики:
- Оральна фаза:

- глибоке розташування язика та язикової кістки через редуковану сполучну тканину на язиковій кістці, розлад функції зовнішніх м'язів язика;
- подовжене опрацювання болюсу, яке спричинюють змінені неефективні рухи язика та щелепного суглоба, а також через частково чи повністю відсутні зуби;
- уповільнений рефлекс ковтання через змінене слиновиділення чи редуковане чуттєве сприйняття на язиці та піднебінні, що може, на приклад, спричинити передчасне попадання болюсу у власне глотку.

- Фарингеальна фаза:

- обмежене підняття гортані та язикової кістки через редуковану сполучну тканину у гортані та надгортаннику;
- обмежене закриття гортані або розширена глотка через збільшене відкладення жиру у м'язах гортані чи через атрофію м'язів глотки, що призводить до залишків їжі у валлекулах (заглибленнях за коренем язика).

- Езофагеальна фаза:

- послаблення перистальтичних езофагеальних хвиль, обмежена рухомість м'язів.

### Аспірація
Це потрапляння твердої і / або рідкої їжі чи слини в трахеобронхіальну систему. Це може статися в рамках розладу акту ковтання або в межах фізіологічних процесів, коли людина випадково закашлюється або захлинається. Ступінь аспірації дуже важливий з точки зору клінічних проявів і терапії, так як корелює з частотою життєво небезпечної аспіраційної пневмонії.
Патофізіологічна класифікація
- Предеглудитивна аспірація: розлад контролю над болюсом. Причина — перед виконанням вольового акту ковтання передчасне попадання їжі у валлекули, коли голосова щілина ще незакрита.
- Інтрадеглудитивна аспірація: розлад несвідомого акту ковтання, часто через обмежений рух глотки, неповне закриття голосової щілини, сповільнене закриття гортані чи розлад відкриття верхнього сфінктера стравоходу.
- Постдеглудитивна аспірація: відбувається після рефлекторного акту ковтання. Залишки їжі (ретенції) в задньому відділі нижньої частини глотки потрапляють у голосову щілину, яка після ковтання знову відкривається, а потім і у трахею.

Симптоми
Таблиця 2.
| Ступінь тяжкості | Клінічні симптоми                                                                                         | Результати відеоларингоскопії | Результати рентген-кінематографії                                                                                           |
| I                | Випадкова, рідкісна аспірація без ускладнень.                                                             | Рідкісна аспірація при збереженому рефлекторному кашлі.                                                                                   | Аспірація матеріалу, що залишився в присінку і порожнині гортані при збереженому рефлекторному кашлі.                       |
| II               | Періодична аспірація рідини. Власна слина і тверда їжа не аспіруються. Без клінічних симптомів пневмонії. | Постійна аспірація при збереженому рефлекторному кашлі або рідкісна аспірація без рефлекторного кашлю з міцним вольовим, свідомим кашлем. | Аспірація приблизно 10 % об'єму болюсу при збереженому рефлекторному кашлі.                                                 |
| III              | Оральне харчування всіх консистенцій неможливе. Часта пневмонія.                                          | Постійна аспірація без рефлекторного кашлю, але з міцним вольовим, свідомим кашлем.                                                       | Аспірація < 10 % болюсу при пониженому рефлекторному кашлі або аспірація > 10 % болюсу при збереженому рефлекторному кашлі. |
| IV               | Життєво небезпечна аспірація всіх консистенцій, також слини, хронічна пневмонія.                          | Постійна аспірація без рефлекторного та вольового кашлю.                                                                                  | Аспірація > 10 % болюсу при відсутньому рефлекторному кашлі.                                                                |

Тиха аспірація
Захлинання без видимих симптомів. Ознаки:
- «вологий», хриплий, клекотливий голос;
- слабке відкашлювання;
- недостатнє підняття гортані;
- послаблений блювотний рефлекс або його відсутність;
- висока температура тіла, що не має очевидних причин;
- часті пневмонії.

При появі одного чи декількох з наведених ознак необхідно вжити заходів — від зміни харчування до візуальної діагностики. Поки не буде виключено аспірацію, пацієнт повинен отримувати харчування через зонд. Якщо внаслідок центрального або периферичного органічного захворювання пацієнт не може кашляти, імовірно, може відбуватися тиха аспірація, при якій пацієнт захлинається без видимих проявів.

## Причини дисфагії
Причини нейрогенної дисфагії:
- пошкодження центральної нервової системи (наприклад інсульт, черепно-мозкова травма);
- пошкодження черепних нервів (наприклад виникнення їх пухлин);
- прогресивне неврологічне захворювання (бічний аміотрофічний склероз; хвороба Паркінсона, розсіяний склероз, хвороба Гантінгтона, синдром Гієна — Барре, постполіомієлітний синдром, захворювання, що перебігають з деменцією);
- нейро-м'язеві захворювання (наприклад ботулізм, правець);
- запальні захворювання м'язів.

Причини периферично-органічної дисфагії:
- онкологічні захворювання голови та шиї;
- радіотерапія: морфологічні зміни (наприклад набряки, фіброз), можливий розлад функцій ковтання від 12 місяців до декількох років після радіологічного лікування;
- видалення пухлини: змінені структури через видалення м'язів, кісток чи хрящів, можливі вторинні наслідки, такі як ураження черепних нервів.

## Вікові особливості

### Дисфагія в дитячому віці
Основні причини дисфагії:
1. Неврологічні захворювання:
- енцефалопатія (наприклад, інфантильний церебральний параліч, перинатальна асфіксія)
- черепно-мозкова травма
- пухлина
- розумова недорозвиненість
- загальне вповільнення розвитку

2. Анатомічні і структурні:
- вроджена трахео-езофагіальна нориця,
- розчеплення губ, щелепи, твердого та м'якого піднебіння

3. Генетичні:
- хромосомні (наприклад, трисомія 21)
- синдромальні (наприклад, секвенція П'єра Робіна, синдром Тріча Коллінса)
- вроджені помилки обміну речовин

4. Вторинні причини при систематичних захворюваннях:
- респіраторні (наприклад, гастроінтенстинальна дизмобілізація, запор)
- вроджені вади серця

5. Психосоціальні причини та поведінка:
- оральна депривація (відхилення їжі)

6. Вторинні проблеми в медичних умовах:
- ятрогенія (зміна стану пацієнта до гіршого внаслідок необережних дій лікаря).

Основою діагностики є визначення змін нормального розвитку навичок харчування (див. таблицю 1). Для діагностики необхідні:
- огляд оро-фаціальних структур. Мають бути також враховані параметри руху, моторної активності і сили, зв'язок функцій мовлення і ковтання;
- за можливістю відеоендоскопія, ультразвукова діагностика оральної та орофарингеальної фаз. При стимульованому і не стимульованому ковтанні мають бути перевірені, непереривність, час тривання, активність язика і язикової кістки і стратегії компенсації;
- відеофлурооскопія з барієвою кашею.

Необхідно враховувати, що преоральна підготовча фаза для дітей надзвичайно важлива, в дітей є часто проблеми з зубами та запалення слизових оболонок носа та гортані.
Для немовлят і дітей з проблемами при смоктанні та ковтанні існують наступні загальні рекомендації:
- немовлята з проблемами в харчуванні часто звертаються у старшому віці до лікарів і логопедів для лікування і корекції захворювань, пов'язаних з органами мовлення;
- якщо захворювання на ранніх ступенях розвитку не лікувати, то в дітей розвивається патологічна надмірна чуттєвість орофаціальної ділянки;
- логопедична терапія може позитивно вплинути на розвиток дитини з дисфагією. До логопедичної терапії дисфагії у дітей відносяться: корекція постави, робота над оральною чуттєвістю, стратегії фізіологічного ковтання, тренування орофаціальної моторики. Інколи для доцільної логопедичної терапії необхідне хірургічне втручання і корекція орофаціальних структур (наприклад, при розщепленні піднебіння).

### Дисфагія в похилому віці
Причини:
- захворювання: інсульт, системні захворювання;
- когнітивні процеси (часто призводять до відмови від їжі): деменція, відсутність апетиту, порушення свідомості, страх захлинутися, зміни особистості і характеру (внаслідок ураження фронтальної частини мозку), редукована перистальтика глотки, швидке стомлення м'язів, зменшена активність гортані;
- фізіологічні процеси старіння: зміни оральних, піднебінних і фарингеальних структур (перш за все щелеп, зубів), зменшене виділення слини, послаблення нейро-м'язових процесів (жування та ковтання).

Класифікація:
- первинний розлад акту ковтання — якій спричинюють процеси старіння;
- вторинний розлад акту ковтання — через інше захворювання в похилому віці.

Діагностика:
Насамперед необхідно встановити, чи дисфагія спричинена органічно або мова йде про фізіологічний процес старіння (пресбифагія). Для цього проводять радіологічне дослідження всіх фаз акту ковтання з урахуванням вікових особливостей.

## Діагностика
Включає:
- збір ґрунтовного анамнезу;
- ознайомлення з попередніми медичними даними і діагнозами, оцінка неврологічного статусу та необхідності догляду;
- медична візуалізація (відеофлурооскопія): пацієнтові пропонують болюси різної консистенції (тверда, крихка, пюре, рідина) та відслідковують, їжа якої консистенції спричиняє реакцію дисфагії. На основі цього визначають подальший обсяг терапії. Якщо вже клінічна діагностика дає індикацію на аспірацію, від медичної візуалізації необхідно відмовитись, так як вона являє собою загрозу виникнення справжньої аспірації. В такому випадку проводиться трансназальна фіберендоскопія;
- трансназальна фіберендоскопія: ендоскопічне обстеження нижньої частини глотки та гортані з метою контролю функцій під час акту ковтання. Пацієнту дають желе та рідини, що зафарбовані харчовою фарбою, найкраще синього кольору, щоб прослідкувати патологічні прояви (зокрема, передчасне попадання їжі у нижню частину глотки).

Під час клінічної діагностики необхідно враховувати наступні пункти:
- ступінь притомності пацієнта;
- можливі обмеження поля зору;
- статус мови та мовлення, голосу та артикуляції;
- можливі обмеження просторового сприйняття, апраксії;
- м'язовий тонус, відчуття всередині та поза ротовою порожниною, рухомість мімічної мускулатури;
- локалізація дефектів (губи, язик, піднебіння);
- оральний транспорт їжі;
- ковтання слини;
- чи може пацієнт спонтанно та на прохання кашляти;
- рух гортані;
- якість голосу до та після ковтка, після кашлю;
- дихання;
- чи кашляє і блює пацієнт зразу після ковтка, чи через деякий час.

## Лікування
Нейрогенна дисфагія
Направлена на відновлення пошкоджених функцій або максимальне використання збережених функцій акту ковтання. Збереження якості життя пацієнта, тобто утримання його симптомів якомога довше на досягнутому рівні.
- бажані рухи повинні бути активованими, небажані — пригніченими;
- нормалізація чуттєвості;
- покращення координації;
- підвищення сили та витривалості м'язів;
- методи компенсації;

Периферично-органічна дисфагія
У більшості випадків лікування подібне до нейрогенної дисфагії. Необхідним є відновлення функцій для наявних структур (наприклад, після резекції органів, що необхідні для ковтання). Серед них:
- нормалізація чуттєвості;
- збереження рухомості;
- збільшення амплітуди рухів структур, що залишились неушкодженими;
- підтримання витривалості м'язів.